# Szalehard
Szalehard (oroszul: Салехард) város Oroszország ázsiai, északnyugati részén, az Ob folyó mentén. A Tyumenyi területhez tartozó Jamali Nyenyecföld igazgatási központja.
Neve a nyenyec szale-harn-ból származik, jelentése: 'település a foknál (fok-város)'; korábbi neve: Obdorszk.
Lakossága: 42 544 fő (a 2010. évi népszámláláskor).

## Fekvése
Nyugat-Szibéria északi részén, az Ob alsó folyásánál, a Poluj folyó beömlésénél helyezkedik el, a Poluj jobb partján. A Föld egyetlen olyan városa, amely az északi sarkkörön fekszik. A legközelebbi vasútállomás valamivel északabbra, Labitnangi városban van, az Ob túlsó partján.
Környéke alacsonyan fekvő, mocsaras vidék, melynek természetes növényzete a tundra. A város a szubarktikus és a mérsékelt öv határán van, éghajlatát a Jeges-tenger közelsége határozza meg. A csapadék évi mennyisége 450–500 mm, a talajt 210 napig hótakaró borítja, a fűtési idény 292 napig tart. 

## Történeti áttekintés
A Poluj folyó torkolatvidékét már a Kr. e. 1. évezred közepén valamilyen népesség lakta. Erről tanúskodik az a régészeti emlékhely és gazdag leletegyüttes, melyet a mai város területén orosz régészek tártak fel. E népcsoport(ok) hagyatékát uszty-poluji kultúraként határozták meg (uszty-poluj jelentése: 'Poluj-torkolat'). 
A nyugat-szibériai orosz terjeszkedés során,  1595-ben orosz kozákok erődítményt építettek a korábbi osztják település helyén, a Poluj partján. Az oroszok már jóval korábban ismerték a vidéket, melyet Obdoriának neveztek. 1364-ben egy novgorodi sereg hódította meg az Ob torkolatvidékét. A 15. század végén az obi-ugor (vogul és osztják) fejedelmek behódoltak III. Iván moszkvai nagyfejedelemnek, akinek címei között 1502-től az „obdoriai” és „jugriai” név is szerepelt. 
Obdorszk sokáig a legészakibb előretolt orosz őrhely volt Szibériában. A 18. század végén az erődítményt felszámolták, Obdorszk falu a Tobolszki kormányzóságon belül a helyi közigazgatás központja lett. A 19. század végén a falunak 464 állandó lakosa volt, akik halászattal, vadászattal, kereskedéssel foglalkoztak. A téli hónapokban rendszeresen megtartott vására nagy számú őslakost és orosz, többnyire tobolszki kereskedőt vonzott. Az osztjákok és nyenyecek rénszarvasbőrt, nemes prémeket, mammutcsontot, rozmáragyart, halat, halenyvet adtak el lisztért, dohányért, vas- és réztárgyakért, színes selyemért, italokért. 
A vásár hangulatáról és az őslakosok naivitásának kihasználásról Pápay József, a finnugor nyelvek és népek kutatója naplójában számolt be, aki elődje, Reguly Antal nyomdokait követve 1898-ban járt Obdorszkban. Reguly Antal 1844-1845 telén folytatott gyűjtőutat Obdorszkban és környékén.
1930 decemberében Obdorszk az újonnan megalakított Jamali Nyenyec Körzet közigazgatási központja lett. 1933-ban nevét Szalehardra változtatták, 1938-ban várossá nyilvánították. 1944-ben a nemzetiségi körzetet a Tyumenyi terület irányítása alá helyezték.

## Gazdaság, közlekedés
A 20. század közepéig a városban hagyományos gazdasági tevékenység: halfeldolgozás, rénszarvastenyésztés, prémkikészítés, úsztatott fa átrakodó állomás volt. 1949-ben Szalehard lett az egyik (501-es) Gulag lágerparancsnokság központja, amely a Nadimon át Igarkába vezető vasútvonal építését végezte, ahol elítéltek tízezreit dolgoztatták éveken át. A vonal nagy része el is készült, de Sztálin halála és a lágerek felszámolása után felhagytak vele, teljes hosszában soha nem helyezték üzembe. 
A szénhidrogén lelőhelyek felderítésére 1958-ban Szalehardon épült ki a körzeti komplex földtani kutatóexpedíció bázisa. A század végére a termelésbe fogott jamali földgázmezők az ország egyik legfontosabb energiabázisává lettek, a tundrát csővezetékek szelik át. A városban nagy olaj- és gázipari vállalatok tartanak fenn képviseletet. 
Szalehardban működik a körzet legnagyobb, korszerű technológiával dolgozó halfeldolgozó üzeme (Szalehardszkij kombinat).

### Közlekedés
Szalehardot más városokkal nem köti össze sem vasút, sem egész éven át használható közút. A Sztálin idején tervezett Szalehard–Igarka-vasútvonal részeként megvalósult egyik szakasz ugyan működik Csum és Labitnangi között, de az Ob túlsó partján fekvő szomszédos Labitnangi város felé nem épült meg a híd. Télen a befagyott folyón, nyáron komppal lehet átkelni. 2010 végén elkezdődött a Szalehard–Igarka-vasútvonal másik szakaszának helyreállítása Nadim városig (355 km), valamint országút (330 km) építése, amit eredetileg 2014-re terveztek, de 2017 végéig még nem készült el. Addig Szalehardról Nadimba csak a téli ideiglenes úton (zimnyik), illetve légiúton lehet eljutni. A repülőtér a várostól 7 km-re északra található (IATA: SLY, ICAO: USDD).

## Kultúra, felsőoktatás
A városban a tomszki és a tyumenyi állami egyetemnek is vannak kihelyezett tagozatai. 
A helyi múzeum alapját 1906-ban vetették meg, amikor az őslakosok néprajzi anyagaiból gyűjteményt hoztak létre. A nagy múltú helytörténeti múzeumot és a városi kiállítótermet 2002-ben egyetlen szervezetté vonták össze. Korszerű épületeiben a múzeumi gyűjteményeken és az állandó kiállításon kívül egy 930 m² alapterületű kiállítóterem és egy 195 fős konferenciaterem kapott helyet.

## Látnivalók
- A Péter és Pál apostoloknak szentelt templom (1890–1894); a nemzetiségi körzet egyetlen, 19. századból fennmaradt egyházi épülete
- „Obdorszki erődítmény”, a 17. századi őrhely emlékét idéző, 2006-ban létrehozott szabadtéri múzeum
- Az ősi Uszty-Poluj helyén kialakított régészeti emlékhely
- Régi szibériai udvarház: lakóház és gazdasági épület (1898), műemlék
- „66. szélesség”, az északi sarkkörön emelt obeliszk.